# Sony Alpha 500
α 100 α 560
Le Sony Alpha 500 (typographié α 500) est un reflex de milieu de gamme commercialisé à partir du second trimestre 2009 par Sony.